# كيم وو-سوك
كيم وو-سوك هو مغني كوري جنوبي ولد في 27 أكتوبر 1996.